# Evangelium Vitae
Evangelium Vitae (рус. Евангелие Жизни) — энциклика римского папы Иоанна Павла II о ценности и нерушимости человеческой жизни. Энциклика затрагивает фундаментальные вопросы, касающиеся человеческой личности во всех аспектах её существования и раскрывает моральное учение Римско-Католической Церкви о смертной казни, абортах и эвтаназии. Энциклика была провозглашена 25 марта 1995 года в день празднования торжества Благовещения.

## Основные тезисы энциклики
1. Человек призван Богом к полноте жизни, которая превышает размеры его земного существования. Величие этого сверхъестественного призвания показывает ценность человеческой жизни во всех её проявлениях, поэтому жизнь во времени является основным условием всего процесса единого и целостного человеческого существования и, имея в своём начале и конце земной жизни только Божественное призвание, не может зависеть от вмешательства со стороны других человеческих личностей.
2. Иоанн Павел II от имени Церкви осуждает всякое насилие над человеческой жизнью как оскорбление Самого Бога:
Я еще раз и так же решительно осуждаю эти преступления от имени всей Церкви, уверенный, что передаю подлинные чувства всякого человека с чистой совестью: «…все, что направлено против самой жизни, как, например, всякого рода человекоубийство, геноцид, аборт, евтаназия и даже умышленное самоубийство, все, что нарушает целостность человеческой личности, как членовредительство, физические или нравственные мучения, попытки поработить самую душу; все, что оскорбляет человеческое достоинство, как нечеловеческие условия жизни, беззаконное заключение, ссылка, рабство, проституция, торговля женщинами и подростками; или же позорные условия труда, когда трудящихся превращают в простое орудие наживы, пренебрегая их свободной и ответственной личностью, — все эти и им подобные деяния воистину нечестивы. Внося тление в человеческую цивилизацию, они одновременно бесчестят тех, кто к ним прибегает, в еще большей степени, чем тех, кто их претерпевает, и наносят величайшее оскорбление Творцу».
3. Иоанн Павел II сравнивает Евангелие жизни, которое проповедуется Церковью с современным обществом, отвергающим целостность человеческой жизни и живущим «культурой смерти», которая отвергает слабых:
(культура смерти) ….. распространяется под действием мощных культурных, экономических и политических тенденций, отражающих определенную концепцию общества, где важнейшим критерием является успех. Рассматривая положение дел с этой точки зрения, можно, собственно говоря, назвать его войной сильных против бессильных; жизнь, требующая как можно больше доброты, любви и заботы, объявляется ненужной или рассматривается как невыносимое бремя и в конце концов так или иначе отвергается. Тот, кто своей болезнью, инвалидностью или просто самим фактом своего существования угрожает благоденствию либо жизненным привычкам более благополучных, оказывается врагом, от которого надо защищаться или которого надо уничтожать. Таким образом возникает „заговор против жизни“. Он не только втягивает отдельных людей в рамках их личных, семейных и общественных отношений, но идет гораздо дальше, обретает глобальный размах, расшатывая и разрушая отношения между народами и государствами».
4. Евангелие жизни предназначено всему человеческому обществу, которое должно признать права всякого человека на жизнь.
Действовать в поддержку жизни значит содействовать обновлению общества путём созидания общего блага. Ибо нельзя созидать общее благо, если не признавать и не охранять право на жизнь, на которое опираются и из которого вытекают все другие неотторжимые права человека. Не может иметь прочных основ общество, которое — даже выступая за такие ценности, как достоинство личности, справедливость и мир, — резко противоречит самому себе, признавая и терпя разнообразные формы унижения и уничтожения человеческой жизни, особенно жизни людей более слабых, вышвырнутых за рамки общества. Только уважение к жизни может составлять фундамент и гарантию самых главных, самых необходимых для общества ценностей, таких, как демократия и мир».

## Текст энциклики
- Энциклика «Евангелие Жизни»